# Hagvi
Hagvi (in armeno Հագվի?) è un comune di 543 abitanti (2001) della Provincia di Lori in Armenia.